# Cerovo (gmina Nikšić)
Cerovo (cyr. Церово) – wieś w Czarnogórze, w gminie Nikšić. W 2011 roku liczyła 150 mieszkańców.